# Bernd Köhler (Sänger)
Bernd Köhler (* 1951 in Ludwigshafen am Rhein), auch bekannt unter seinem Pseudonym Schlauch, ist ein deutscher Liedermacher, Grafiker, Musiker und Polit-Aktivist. Er ist insbesondere im Rhein-Main-Gebiet aktiv und engagierte sich unter anderem auch für die DKP und die IG Metall. Außer als Solokünstler trat er musikalisch auch lange Jahre in gemeinsamen Projekten mit Hans Reffert (1946–2016) in Erscheinung.

## Leben
Er wuchs außerhalb von Ludwigshafen in Limburgerhof auf und kam autodidaktisch zum Gitarrenspiel. Bereits ab 1967 trat er unter dem Pseudonym Schlauch mit eigenen Liedern auf. Sein Repertoire war von Anbeginn sozialkritisch und politisch. Er gewann 1968 und 1969 den Folksong-Wettbewerb Harlekinade in Ludwigshafen, 1970 einen ersten Preis beim Musischen Bundeswettbewerb des Christlichen Jugenddorfwerks in Hannover sowie 1971 den ersten Preis beim HAFA-Folksong-Wettbewerb in Ludwigshafen.
1971 zog Köhler nach Mannheim, wo er gemeinsam mit weiteren jungen Fotografen und Grafikern die Arbeits- und Lebensgemeinschaft Fotocol bildete. Die Gruppe gestaltete von 1972 bis 1975 diverse Plattenhüllen für die Musikszene des Rhein-Main-Gebiets, darunter Platten von Tiger B. Smith, Joy Unlimited, Tritonus und Eva Vargas.
1974 erschien seine erste LP Schlauch singt, auf der bereits Hans Reffert (1946–2016) mitwirkt, mit dem Köhler eine lebenslange Freundschaft verband, die in zahlreiche weitere gemeinsame Projekte münden sollte. Auf seiner zweiten LP Große Gemeinsamkeit von 1978 wirken neben Reffert auch weitere Musiker von dessen inzwischen ins Leben gerufener Gruppe Zauberfinger mit. Sowohl Reffert als auch Köhler waren musikalisch gut mit weiteren Akteuren der Region vernetzt und gingen unablässig neue Kooperationen ein, die unterschiedlich lange Bestand hatten.
Köhler wirkte in den 1970ern außerdem u. a. beim Songfestival in Ingelheim mit, schrieb die Filmmusik für einen politischen Lehrlingsfilm, war Aktivist des Lehrlingstheaters mit der Theaterfachschaft des selbstverwalteten Jugendzentrums Mannheim und veröffentlichte 1976 die Single Dä Wartezimmerblues mit Mundartliedern zur Unterstützung des Kommunalwahlkampfes der DKP in Mannheim. Er initiierte außerdem politische Bühnenprogramme, darunter ein Erich-Mühsam-Programm mit Schauspielern des Nationaltheaters Mannheim.
1979 schloss Köhler sein Grafik-Design-Studium ab und eröffnete anschließend das Designbüro kus-design mit Barbara Straube, die zuvor bereits bei Fotocol mitgewirkt hatte. Das gemeinsame Atelier wurde bis 2017 betrieben und besorgte abermals die Gestaltung von zahlreichen Tonträgern, aber auch Gestaltungsaufträge für viele Sozialeinrichtungen und politische Initiativen.
1981 wurde Köhler zum Festival des politischen Liedes nach Ost-Berlin eingeladen, im selben Jahr wurde er mit dem dritten Preis beim Festival der roten Nelke in Sotschi (UdSSR) ausgezeichnet.
In den 1980ern trat Köhler als Autor der Friedensrevue Schlussphase am Mannheimer Jugendtheater Schnawwl in Erscheinung, außerdem absolvierte er gemeinsam mit Erich Schaffner und anderen Aktivisten eine Tournee für den Gewerkschaftskampf der IG Metall, engagierte sich für dieselbe Gewerkschaft und die IG Druck und Papier in einem vierwöchigen Streikeinsatz und spielte abermals für IG Metall die Singles Weit droben im Land zur Unterstützung der Beschäftigten des Autoradioherstellers Progamma in Gerstetten und die Single Keine Wahl für die Beschäftigten der Henrichshütte in Hattingen ein.
Mit seiner vierten LP Exemplarische Antworten von 1986 trat er nun auch nicht mehr unter seinem Alias Schlauch, sondern mit seinem echten Namen als Liedermacher in Erscheinung, trat aber auch weiterhin unter dem Namen Schlauch auf.
1988 beteiligte sich Köhler an dem Projekt Total Normal, einer von Hans Reffert initiierten Interpretation von Stücken des psychisch kranken Schweizer Künstlers Adolf Wölfli, u. a. mit Mani Neumaier, Dorle Ferber und anderen. Die Beschäftigung mit Wölfli führte in Folge dazu, dass Köhler 1993 in der SWR3-Filmproduktion Adolf Wölfli, Zehn Arten, den Wahnsinn zu besingen den Künstler verkörperte. Gemeinsam mit dem Kleinen elektronischen Weltorchester (ewo2), einer weiteren Kollaboration mit Reffert, verwirklichte Köhler 2001 noch ein weiteres Wölfli-Projekt.
Gemeinsam mit Reffert und anderen befasste sich Köhler 1991 außerdem mit der Todesfuge von Paul Celan und der Interpretation eines Stückes von Heinar Kipphardt, im weiteren Verlauf der 1990er Jahre dann in einem Künstlerprojekt gegen den Jugoslawienkrieg und 1999 zum 70. Todestag des Dichters Wladimir Wladimirowitsch Majakowski mit der Interpretation von dessen Werken.
Nach 2000 wirkte Köhler maßgeblich bei diversen weiteren Produktionen von ewo2 und zahlreichen weiteren Kulturinitiativen Mit. Er war einer der führenden Köpfe des Mannheimer AlstomChors, der sich 2003 während des Arbeitskampfes bei Alstom Power am Standort Mannheim-Käfertal bildete. Mit diesem Chor und abermals Hans Reffert lieferte Köhler die Filmmusik für den Film Résistance – Widerstand über den Arbeitskampf in Mannheimer Betrieben.
Das 2009 erschienene Album Avantipopolo2 von ewo2, an dem neben Köhler und Reffert auch Adax Dörsam, Christiane Schmied und Laurent Leroi mitwirken, wurde vielfach rezipiert und ausgezeichnet, u. a. erhielt es den Preis der deutschen Schallplattenkritik und den Sonderpreis Prix Courage des Wettbewerbs Creole – Global Music Contest. Mit ewo2 beteiligte sich Köhler außerdem unter anderem an Solidaritätsprojekten für Mumia Abu-Jamal sowie die Rote Hilfe und spielte die Musik für die Theaterproduktion Paranoiadies zum Mannheimer Stadtjubiläum 2008 ein.
2013 veröffentlichte Köhler gemeinsam mit ewo2 und dem AlstomChor das Album Keine Wahl, in dem der Arbeitskampf in der Henningshütte 1988 musikalisch aufgearbeitet wird. Auch dieses Album erhielt den Preis der deutschen Schallplattenkritik. Im selben Jahr absolvierte er eine Tournee mit ewo2, bei der Lieder aus 150 Jahren Arbeiterbewegung geboten wurden. Im Herbst desselben Jahres stellte er außerdem ein neues Chansonprogramm mit Blandine Bonjour vor. 2014 zählte Köhler zu den Unterzeichnern des letztlich erfolgreichen Antrags, mit dem das Arbeiterlied von der UNESCO als schützenswertes Kulturgut anerkannt wurde.
Rund 16 Jahre nach der Erstaufführung kam 2015 das Majakowski-Programm von 1999 in russischer Sprache in Russland zur Aufführung. Neben Köhler traten Daniel Daa und Claus Boesser-Ferrari mit diesem Programm im November 2015 im Kunsthaus von Sotschi auf.
Auch nach dem Tod von Hans Reffert 2016 führte Köhler die Gruppe ewo2 fort. Im Oktober 2016 beteiligte sich Köhler mit ewo2 bei der Festveranstaltung zum 125-jährigen Jubiläum der Metallgewerkschaft im Mannheimer Capitol, 2018 spielte die Gruppe das Programm Lieder im Exil im Ernst-Bloch-Zentrum in Ludwigshafen, 2018 einen Konzertabend im Rahmen der Ruhrfestspiele in Marl. Während der Corona-Pandemie spielte er mit ewo2 das Album Avantipopoli3 ein, das erneut für den Preis der deutschen Schallplattenkritik nominiert wurde.
Seit 2019 hat Köhler darüber hinaus zwei Bücher mit Texten und Liedern veröffentlicht.

## Veröffentlichungen (Auswahl)

### Alben als Schlauch
- Schlauch singt (1974)
- Große Gemeinsamkeit (1978)
- Wenn die Stadt erwacht (1984)

### Alben als Bernd Köhler
- Exemplarische Antworten (1986)

### Alben mit ewo2
- Avantipopoli2 (2009)
- Keine Wahl (2013)
- In dieser Straße (2015)
- Avantipopoli3 (2020)

### Buchveröffentlichungen als Autor
- Nachrichten vom Untergrund 1967–1989, 2019
- Halt-Los – der zweite Anlauf, 2021